# 황선숙
황선숙(黃善淑, 1964년 5월 29일~)은 대한민국 전 아나운서이자 현재 MBC C&I의 이사를 맡고있다.

## 학력
- 고려대학교 생물학 학사
- 연세대학교 보건정책 석사

## 경력
| 연도              | 사항                                    |
| ----------------- | --------------------------------------- |
| 2023.03 ~ 2024    | MBC 아나운서국 국장급 아나운서 (안식년) |
| 2018.11 ~ 2020.3  | MBC 아나운서국 국장                     |
| 2017.12 ~ 2018.11 | MBC 아나운서국 부국장                   |
| 2010.03           | MBC 아나운서국 아나운서2부 부장         |
| 2002              | MBC 아나운서국 아나운서1부 차장         |
| 1987 ~ 2024       | MBC 아나운서                            |
| 2024 ~ 현재       | MBC C&I 이사                            |

## 진행 프로그램

### TV
- MBC TV 《문화초점》(1988년 ~ 1989년)
- MBC TV 《야! 일요일이다》(1988년 ~ 1991년)
- MBC TV 《뽀뽀뽀》 - 제8대 뽀미언니 (1991년)
- MBC TV 《MBC 930 뉴스》(2001년 ~ 2003년)
- MBC TV 《해피실버 고향은 지금》

### 라디오
- MBC 표준FM 《건강한 아침 황선숙입니다》(2006년 ~ 2016년, 2018년 10월 ~ 2023년 3월 26일)
- MBC 표준FM 《MBC 아침종합뉴스》
- MBC 표준FM 《MBC 저녁종합뉴스》
- MBC 표준FM 《MBC 뉴스 포커스》(2018년 1월 2일 ~ 5월 4일)